# Bakiba
Bakiba (někdy zombie droga) je jedno z označení drogy obsahující syntetický kanabinoid a zřejmě i další látky, původem z Polska. V září 2018 řešila česká policie přibližně 30 případů intoxikace, dva lidé po požití látky již zemřeli.

## Šíření na Ostravsku v roce 2018
Na začátku září 2018 se na Ostravsku začala šířit neznámá látka pod názvem „Bakiba“. Podle odborníků balení obsahovalo syntetický kanabinoid smíchaný s jinou nebezpečnou látkou a mohlo být zaměnitelné za konopí. Odborníci se domnívají, že šlo o stejnou látku, která v zahraničí je známá pod názvem „zombie droga“ – důvodem je, že po použití je člověk velmi omámený a jeho chování připomíná „chodící mrtvolu“. Zda se jedná o totožnou látku jako v USA, zatím není potvrzeno. Droga se šířila také na Hlučínsku. Do poloviny září 2018 policie obvinila za distribuci drogy 6 lidí.